# Лінкольн Елсворт
Лінкольн Елсворт (англ. Lincoln Ellsworth; 12 травня 1880, Чикаго, США — 26 травня 1951, Нью-Йорк) — американський бізнесмен і полярний дослідник.

## Біографія
Успадкував родинний бізнес — вугільні шахти. У 1917 р. пропонував свої послуги Руалю Амундсену при спорядженні експедиції на кораблі «Мод», але не увійшов до складу команди.
1925 року став головним спонсором експедиції Амундсена, яка мала на меті досягнути Північного полюса на літаку зі Шпіцбергена. Бюджет експедиції становив 100 тисяч доларів. У польоті брали участь два гідролітака, але довелося зробити вимушену посадку на лід у 150 кілометрах від полюса, причому один апарат розбився. Амундсен, Елсворт та їх товариші, за 24 дні, вручну розчистили злітну смугу (у них були тільки ножі і саперна лопатка) і змогли злетіти, благополучно повернувшись на Шпіцберген.
У 1926 році Елсворт брав участь у перельоті дирижабля конструкції Умберто Нобіле «Норвегія» від Шпіцбергена до Аляски під командуванням Амундсена. Над полюсом вони були 12 травня на висоті близько 600 метрів. Саме Елсворту було доручено скинути на полюс прапори Норвегії та США. В ході цієї експедиції Амундсен і Вістінг стали першими людьми, які відвідали обидва географічні полюси планети.
Експедиція на дирижаблі «Норвегія» повинна була стати першим в історії прольотом над Північним полюсом. Однак їх випередили Річард Берд і Флойд Беннет. Згодом твердження Берда про першість було поставлено під сумнів. Сам Амундсен стверджував, що ніякого суперництва не було і його задум мав інший характер, а саме переліт на інший материк через Північний полюс.
У 1933—1939 роках Елсворт фінансував і очолював чотири експедиції в Антарктику. 23 листопада 1935 року він відкрив ланцюг гір, названих його ім'ям — це частина Трансантарктичного хребта.

## Визнання
- У 1928 році був нагороджений найвищою нагородою США — Золотою медаллю Конгресу.
- Його ім'я носять гірський хребет, підльодовикове озеро і територія в західній Антарктиді.